# Typtal
Ett typtal är i utbildning i matematik, naturvetenskap eller teknikvetenskap, en räkneuppgift, vanligtvis på en skriftlig tentamen, där uppgiftens lösningsgång kan kännas igen från tidigare tentamina, genom att endast siffrorna i uppgiften har ändrats men att lösningsgången fortfarande är densamma.
En stor användning av typtal i undervisningen riskerar minska den reella förståelsen av ämnet.